# Villa Carmen (Tigre)
Villa Carmen è una storica residenza eclettica della città di Tigre in Argentina.

## Storia
Villa Carmen venne costruita nel 1910 secondo i progetti del noto architetto italiano Alfredo Olivari, realizzatore di oltre cento altri edifici catalogati in Argentina, su commissione di David Hogg e Grace Kay.
Nel 1957 la villa venne comprata da Leandro Jesús Montore Ros per 3,5 milioni di pesos e venne convertita nel celebre albergo La perla de Tigre, attivo sino al 1974. Negli anni 80 divenne invece una casa di riposo, funzione che svolse fino al 1993.
L'edificio, dopo essere scampato al rischio di essere demolito, è oggi la Casa de las Culturas, il centro culturale municipale della città di Tigre.

## Descrizione
La villa, estesa su due piani, presenta un ampio porticato al piano rialzato. Lo stile è accademico italiano con influenze dell'architettura francese.